# Gregor Langemak

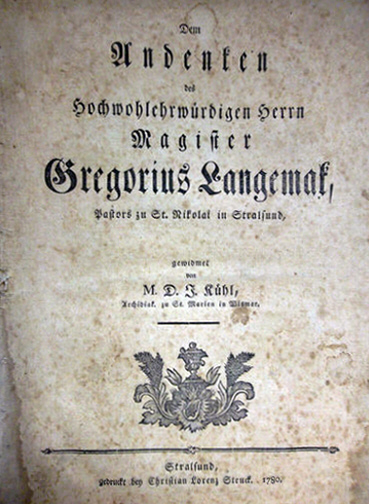
Titelblatt einer Gedenkschrift für Gregor Langemak von M. D. J. Kühl, Archidiakon zu St. Marien in Wismar (1780)

Gregor Langemak (auch: Gregorius Langemak (Langemack); * 10. November 1671 in Uetersen; † 1. Juni 1737 in Stralsund) war ein deutscher Theologe.

## Leben
Er wurde als Sohn des Pastors Johann Langemak (1628 [oder 1633 in Kiel]–Uetersen 1685) und dessen Frau Magdalena Elsabe Michaelis am 10. November in Uetersen geboren und verbrachte dort seine Kindheit und Jugend. Später besuchte er das Hamburger Johanneum und ließ sich in Braunschweig weiterbilden. Im Alter von 20 Jahren besuchte er die Universität in Jena, bis er 1696 in Kiel das Amt eines Hauslehrers und Erziehers für den Sohn des bekannten Theologen Johann Friedrich Mayer antrat, der als Pastor in der St.-Jacobi-Kirche in Hamburg tätig war.
1701 wurde Johann Friedrich Mayer zum Generalsuperintendenten für das schwedische Pommern ernannt und Langemak folgte ihm nach Greifswald, wo er die Stelle als Konrektor an einer Schule annahm. Dort lernte er seine spätere erste Ehefrau Dorothea Horn († 1716) kennen, die er 1703 heiratete. Schon im August 1703 zog er nach Stralsund. Im gleichen Jahr wurde er Diakon und begann 1714 die Katalogisierung der nach Henning Leve benannten Bibliothek bei der Archivbibliothek beim Stadtarchiv in Stralsund. 1717 trat er die Stelle des Archidiakons bei der St.-Nikolai-Kirche an, bis er am 22. Mai 1721 zum Pastor ernannt wurde.
1722 verlieh ihm die theologische Fakultät in Greifswald die Doktorwürde. In dieser Zeit verfasste er mehrere Schriften, die für die pommerische Kirchengeschichte von großer Bedeutung waren. In der Historia Catechetia hatte er zum ersten Mal den Versuch unternommen, eine vollständige Geschichte der Ratschefe und der Ratschismen zu schreiben und damit den beachtenswerten Grund zu einem Teil der wissenschaftlich-praktischen Theologie gelegt, die im 18. Jahrhundert eine große Beachtung fand. 1722 legte er unter anderen einen Lehrplan für die Stralsunder Schule vor, aus dem sowohl seine theologische und lateinischen Bildung sowie auch ein richtiges Verständnis der Anforderungen auf pädagogischem Gebiet hervorgingen. Später folgten weitere Schriften und Veröffentlichungen, die große Beachtung in Deutschland fanden.

## Werke (Auswahl)
- De Pontificibus uxoratis et filiis patrum in pontificatu successoribus. Reuther, Kiel 1699 (Digitalisat).
- Dissertatio Fridericiana de hymno (Erhalt uns Herr bey deinem Wort). Reuther, Kiel 1707.
- Historia Catechetica oder Gesammleter Nachrichten Zu Einer Catechetischen Historie. Lochmann, Stralsund 1729–40 (Digitalisat, Bd. 1; Bd. 2; Bd. 3).
- Oratio de providentia divina circa reformationem Sundensen Reformationem. Schindler, Stralsund 1723 (Digitalisat).
- Historie Der Augspurgischen Confeßion. Welche Die Evangelische Ihro Käyserl. Majestät und allen Reichs-Ständen, auf dem Reichs-Tag zu Augspurg, 1530. den 25. Junii übergeben. Löffler, Stralsund/Greifswald 1730 (Digitalisat).